# ویاچسلاو بوتسایف
ویاچسلاو بوتسایف (روسی: Вячеслав Геннадьевич Буцаев؛ زادهٔ ۱۳ ژوئن ۱۹۷۰) بازیکن هاکی روی یخ اهل اتحاد جماهیر شوروی سوسیالیستی بود.
از باشگاه‌هایی که در آن بازی کرده‌است می‌توان به تمپا بی لایتنینگ، فیلادلفیا فلایرز، و آناهایم داکس اشاره کرد.